# 吉田裕二
吉田 裕二（よしだ ゆうじ、1964年 - ）は、TBSホールディングス 執行役員 TBSグループアニメ事業統括。以前は、TBSテレビ本部制作局制作センターバラエティ制作部（旧TBSエンタテインメント⇒制作三部）に所属するチーフプロデューサー→編成制作本部編成制作局担当部長→事業局映画・アニメ事業部長→総合編成局総合編成部長→総合プロモーションセンター長だった。ラ・サール高校を経て慶應義塾大学経済学部卒業。

## 人物
入社当時からバラエティ番組を担当する。「ザ・ベストテン」等のアシスタントディレクターを経てディレクターに昇格。主に演出や総合演出を担当し、プロデューサーに昇格した。制作三部に再異動した2005年、「爆笑問題のバク天!」でふかわりょうが「番組内恋愛禁止」という掟を破ろうとしたことが発覚し、この掟を決めた吉田が登場した。
「ガチンコ!」では前～中期のプロデューサーを担当。しかし、番組の不祥事が発覚し、吉田はその当時のプロデューサーであり、発覚後編成部に異動した。代わって「ガチンコ!」創始者／総合演出の合田隆信プロデューサーが最終回まで担当した。
主に戸髙正啓チーフプロデューサーの担当する番組に多く携わり、2008年2月頃からは番組を引き継ぎ、チーフプロデューサーに昇格したのだが、同年4月に人事異動で栄転したため、全ての担当番組は、合田隆信が引き継いだ。
2013年4月1日より営業局スポット営業部長、2015年4月1日より編成局マーケティング部長、2017年7月1日より事業局映画・アニメ事業部長、2019年7月1日より総合編成局総合編成部長、2020年7月1日より総合プロモーションセンター長。2023年7月より現職。

## 過去の担当番組

### AD
- ザ・ベストテン

### ディレクター
- 金曜テレビの星!IQ天才塾
- COUNT DOWN TV
- MOGITATE!バナナ大使
- 歌いこみ音楽隊!
- メガヒットライブ
- さんまのからくりTV → さんまのSUPERからくりTV
- TOKIO HEADZ!

### 編成
- 学校へ行こう!
- がっちりマンデー!!

### 企画
- R30

### プロデューサー
- 未来ナース
- ファイトTV24・やればできるさ!
- ガチンコ!
- 爆笑問題のバク天!
- オールスター赤面申告!ハプニング大賞
- ネプベガス
- ネプ理科
- オールスター感謝祭
- 日本レコード大賞
- さんま・玉緒のお年玉あんたの夢をかなえたろかスペシャル

### チーフプロデューサー
- R30
- さんまのSUPERからくりTV
- 学校へ行こう!MAX（編成→プロデューサー）
- オビラジR
- 明石家さんちゃんねる